# Dannes
Dannes är en kommun i departementet Pas-de-Calais i regionen Hauts-de-France i norra Frankrike. Kommunen ligger i kantonen Samer som tillhör arrondissementet Boulogne-sur-Mer. År 2022 hade Dannes 1 317 invånare.

## Befolkningsutveckling
Antalet invånare i kommunen Dannes
| Referens: INSEE |